# IF Troja-Ljungby
IF Troja-Ljungby, populärt Troja, är en ishockeyklubb från Ljungby i Kronobergs län i Småland. Föreningen bildades den 22 mars 1948 som IF Troja. Klubben spelar sedan säsongen 2025/2026 i Hockeyallsvenskan.
Under det första styrelsemötet, som hölls i lagret till Stig Forsbergs Kemikalieaffär vid Storgatan, föll en tapetrulle ner från en hylla varefter föreningen tog sitt namn och klubbemblem (en stegrande häst) från märket på rullen. Trojas premiärmatch, mot Cyrus från Jönköping, fick ställas in – det var för varmt. Istället spelade Troja sin första match mot Värnamo på bortais (förlust 3–5).
IF Troja-Ljungby är känd som en plantskola inom svensk ishockey. Namn som Roger Johansson, guldmedaljör i Olympiska vinterspelen i Lillehammer 1994 samt trefaldig svensk mästare i ishockey, Kenneth Ekman, Per "Pelle" Lundberg, Stefan "Åttan" Nilsson, Mattias Weinhandl, Johan "Bagarn" Andersson, Oscar Fantenberg, Linus Johansson, Pierre Engvall, Jacob Larsson, Helge Grans och Arvid Holm har Troja som moderklubb. Klubben har elitlag i U16, U18 Regional och J20 Regional, men även breddverksamhet. Ungdomssektionen omfattar omkring 300 barn och ungdomar. Troja har även ett lag i Damettan Södra samt ett juniorlag för tjejer (Damjunior). Troja är också en av 33 föreningar i Sverige som bedriver hockeygymnasium.
Hemmarink är Ljungby Arena som tar 3500 åskådare (varav 1523 sittplatser). Sunnerbohov, som arenan hette tidigare, stod klar 1981 och ersatte det gamla istältet vid Lagavallen i Ljungby. Arenan renoverades för 89 miljoner under 2015 och blev klar lagom till säsongen 2015/2016. Publikrekordet i seriespel i den renoverade arenan är 3282 personer mot Västerviks IK (2016-01-30). Publikrekordet i Sunnerbohov var 4050 personer, satt den 1 januari 1997 mot Brynäs IF. Troja har även en B-hall för isträning.
Hittills har fyra Trojalegendarer, de egna produkterna Kennert "Sutarn" Andersson, Morgan Grans, Daniel Håkansson och Mattias Nilsson, fått sina tröjor pensionerade och upphängda i taket på Ljungby Arena.

## Årtal
- 1950 gick laget upp från division 3 till division 2.
- 1957 fick Ljungby sin första konstfrusna isbana.
- 1961 Värvade man sin första utländska tränare nämligen kanadensaren Moe Fife.
- 1976 anställer klubben sin första heltidsanställda tränare.
- 1977 åker Troja ur den näst högsta serien för första gången sedan 1950.
- 1981 ishallen Sunnerbohov står klar.
- 1985 spelar Troja för första gången i kvalserien till Elitserien.
- 1992 Återigen spel i kvalserien till Elitserien. Det visar sig bli det första året i en sju år lång svit med kvalseriespel.[3][10][16]

## Säsonger
Troja kvalificerade sig för Division II 1954 och var framgångsrika direkt med kval till högsta serien både första och tredje säsongen.
| Säsong    | Division            | Placering | Playoff/Kval                     |          |
| IF Troja  | IF Troja            | IF Troja  | IF Troja                         | IF Troja |
| --------- | ------------------- | --------- | -------------------------------- | -------- |
| 1954/1955 | Division II Södra B | 1         | Kval: Utslagna av IFK Norrköping |          |
| 1955/1956 | Division II Södra B | 2         |                                  |          |
| 1956/1957 | Division II Södra B | 1         | 3:a i södra kvalserien           |          |
| 1957/1958 | Division II Södra B | 2         |                                  |          |
| 1958/1959 | Division II Södra B | 2         |                                  |          |
| 1959/1960 | Division II Södra B | 4         |                                  |          |
| 1960/1961 | Division II Södra B | 3         |                                  |          |
| 1961/1962 | Division II Södra B | 4         |                                  |          |
| 1962/1963 | Division II Södra B | 5         |                                  |          |
| 1963/1964 | Division II Södra B | 5         |                                  |          |
| 1964/1965 | Division II Södra B | 4         |                                  |          |
| 1965/1966 | Division II Södra B | 7         |                                  |          |
| 1966/1967 | Division II Södra B | 9         |                                  |          |
| 1967/1968 | Division II Södra B | 5         |                                  |          |
| 1968/1969 | Division II Södra B | 2         |                                  |          |
| 1969/1970 | Division II Södra B | 2         |                                  |          |
| 1970/1971 | Division II Södra B | 8         |                                  |          |
| 1971/1972 | Division II Södra B | 6         |                                  |          |
| 1972/1973 | Division II Södra B | 7         |                                  |          |
| 1973/1974 | Division II Södra B | 3         |                                  |          |
| 1974/1975 | Division II Södra B | 2         |                                  |          |

De sista åren av Division II var framgångsrika. Till säsongen 1975/1976 gjordes en serieomläggning och Elitserien blev ny högstadivision medan andradivisionen fick namnet Division I. Troja spelade i Division I alla säsonger utom en då man tillfälligt flyttades ner till Division II och gjorde målrekord med 260 mål på 20 matcher innan man återvände. 1980 gjorde Troja debut i playoff, men det skulle inte bli sista gången. Totalt 18 playoff har man deltagit i Division I/Hockeyettan och dessutom ytterligare tre playoff i Hockeyallsvenskan. Storhetstiden var 1980- och 1990-talen då Troja kvalade till Elitserien inte mindre än 8 gånger.
| Säsong           | Division            | Placering | Vårserie                  | Playoff/Kval                                                                |
| ---------------- | ------------------- | --------- | ------------------------- | --------------------------------------------------------------------------- |
| 1975/1976        | Division I Södra    | 8         |                           |                                                                             |
| 1976/1977        | Division I Södra    | 10        |                           | nerflyttade                                                                 |
| 1977/1978        | Division II Södra A | 1         |                           | 2:a i Kvalserien till Division I, uppflyttade                               |
| 1978/1979        | Division I Södra    | 5         |                           |                                                                             |
| 1979/1980        | Division I Södra    | 3         |                           | Utslagna av Bofors i playoff                                                |
| 1980/1981        | Division I Södra    | 3         |                           | Playoff: Besegrar Bofors, utslagna av Hammarby                              |
| 1981/1982        | Division I Södra    | 2         |                           | Utslagna av Mora i playoff                                                  |
| 1982/1983        | Division I Södra    | 5         | 3:a i fortsättningsserien |                                                                             |
| 1983/1984        | Division I Södra    | 1         | 5:a i Allsvenskan         | Playoff: Besegrar Örebro, utslagna av VIK Hockey                            |
| IF Troja-Ljungby |                     |           |                           |                                                                             |
| 1984/1985        | Division I Södra    | 2         | 2:a i Allsvenskan         | Besegrar Modo i Allsvenska finalen 2:a i kvalserien till Elitserien         |
| 1985/1986        | Division I Södra    | 2         | 7:a i Allsvenskan         |                                                                             |
| 1986/1987        | Division I Södra    | 3         | 1:a i fortsättningsserien | Utslagna av VIK Hockey i playoff                                            |
| 1987/1988        | Division I Södra    | 4         | 3:a i fortsättningsserien |                                                                             |
| 1988/1989        | Division I Södra    | 7         | 3:a i fortsättningsserien |                                                                             |
| 1989/1990        | Division I Södra    | 5         | 4:a i fortsättningsserien |                                                                             |
| 1990/1991        | Division I Södra    | 5         | 2:a i fortsättningsserien | Playoff: Besegrar Örebro, utslagna av Team Boro                             |
| 1991/1992        | Division I Södra    | 2         | 8:a i Allsvenskan         | Utslagna av Örebro i playoff                                                |
| 1992/1993        | Division I Södra    | 1         | 5:a i Allsvenskan         | Playoff: Besegrar Pantern och Mora 2:a kvalserien till Elitserien           |
| 1993/1994        | Division I Södra    | 1         | 6:a i Allsvenskan         | Playoff: Besegrar Pantern och Huddinge 3:a i kvalserien till Elitserien     |
| 1994/1995        | Division I Södra    | 1         | 3:a i Allsvenskan         | Besegrar Tingsryd i playoff, 3:a i kvalserien till Elitserien               |
| 1995/1996        | Division I Södra    | 1         | 6:a i Allsvenskan         | Playoff: Besegrar Linköping och Kiruna 2:a i kvalserien till Elitserien     |
| 1996/1997        | Division I Södra    | 2         | 1:a i Allsvenskan         | 3:a i kvalserien till Elitserien                                            |
| 1997/1998        | Division I Södra    | 2         | 1:a i Allsvenskan         | 6:a i kvalserien till Elitserien                                            |
| 1998/1999        | Division I Södra    | 2         | 5:a i Allsvenskan         | Playoff: Besegrar Skellefteå och Sundsvall 5:a i kvalserien till Elitserien |

Till säsongen 1999/2000 kom nästa serieomläggning där Allsvenskan (senare Hockeyallsvenskan) bildades. Troja har deltagit i Hockeyallsvenskan 13 säsonger men inte i absoluta toppen.
| Säsong    | Division          | Placering | Vårserie                | Playoff/Kval |
| --------- | ----------------- | --------- | ----------------------- | --- |
| 1999/2000 | Allsvenskan södra | 4         | 8:a i Superallsvenskan  | |
| 2000/2001 | Allsvenskan södra | 9         | 2:a i vårserien         | Utslagna av Hammarby playoff                                                                                               |
| 2001/2002 | Allsvenskan södra | 5         | 2:a i vårserien         | Playoff: Besegrar Tingsryd, utslagna av Bofors                                                                             |
| 2002/2003 | Allsvenskan södra | 6         | 8:a i vårserien         | 2:a i kvalserien till Allsvenskan södra                                                                                    |
| 2003/2004 | Allsvenskan södra | 11        | 7:a i vårserien         | 1:a i kvalserien till Allsvenskan södra                                                                                    |
| 2004/2005 | Allsvenskan södra | 7         | 4:a i vårserien         | 4:a i södra kvalserien till Hockeyallsvenskan, nerflyttade                                                                 |
| 2005/2006 | Division 1F       | 4         |                         | |
| 2006/2007 | Division 1F       | 1         | 2:a i Allettan södra    | Förlorar mot Borås i playoff                                                                                               |
| 2007/2008 | Division 1F       | 1         | 1:a i Allettan södra    | Besegrar Enköpings SK i playoff, 1:a i kvalserien till Allsvenskan, uppflyttade                                            |
| 2008/2009 | Hockeyallsvenskan | 7         |                         | Utslagna av Växjö i playoff.                                                                                               |
| 2009/2010 | Hockeyallsvenskan | 11        |                         | |
| 2010/2011 | Hockeyallsvenskan | 13        |                         | 1:a i kvalserien till Hockeyallsvenskan                                                                                    |
| 2011/2012 | Hockeyallsvenskan | 10        |                         | |
| 2012/2013 | Hockeyallsvenskan | 10        |                         | |
| 2013/2014 | Hockeyallsvenskan | 13        |                         | 3:a i kvalserien till Hockeyallsvenskan, nerflyttade                                                                       |
| 2014/2015 | Hockeyettan södra | 3         | 2:a i Allettan södra    | Playoff: Besegrar Kumla och Piteå; utslagna av Västervik                                                                   |
| 2015/2016 | Hockeyettan södra | 2         | 3:a i Allettan södra    | Playoff: Besegrar Hammarby, Kiruna och Visby/Roma 3:a i kvalserien till Hockeyallsvenskan                                  |
| 2016/2017 | Hockeyettan Södra | 1         | 1:a i Allettan södra    | Förlorar Hockeyettanfinalen mot Huddinge; Playoff: Besegrar Mariestad 2:a i kvalserien till Hockeyallsvenskan, uppflyttade |
| 2017/2018 | Hockeyallsvenskan | 14        |                         | 3:a i kvalserien till Hockeyallsvenskan, nerflyttade                                                                       |
| 2018/2019 | Hockeyettan Södra | 2         | 5:a i Allsvenskan Södra | Playoff: Besegrar Hanhals, utslagna av Vimmerby                                                                            |
| 2019/2020 | Hockeyettan Södra | 2         | 4:a i Allettan Södra    | Playoff: Besegrar Strömsbro och Boden. Sedan ställs säsongen in p.g.a. Coronapandemin.                                     |
| 2020/2021 | Hockeyettan Södra | 1         | 5:a i Allettan Södra    | Slutspel: Besegrar Teg och Vimmerby, 1:a i kvalserien till Hockeyallsvenskan, uppflyttade                                  |
| 2021/2022 | Hockeyallsvenskan | 14        |                         | Utslagna av Södertälje SK i Play Out, nerflyttade                                                                          |
| 2022/2023 | Hockeyettan Södra | 3         | 3:a i Allettan          | Slutspel: Besegrar Nyköping och Karlskrona, 4:a i kvalserien                                                               |
| 2023/2024 | Hockeyettan       | 6         | 1:a i Vårettan Södra    | Slutspel: Besegrar Dalen, utslagna av Vimmerby                                                                             |
| 2024/2025 | Hockeyettan       | 1         | 5:a i Allettan Södra    | Slutspel: Besegrar Dalen, Hanviken, Visby och Hudiksvall, uppflyttade                                                      |
| 2025/2026 | Hockeyallsvenskan |           |                         | |

## Kända spelare som spelat i IF Troja-Ljungby
| - Johan "Bagarn" Andersson - Pär Arlbrandt - Per-Arne "Pirro" Alexandersson - Andreas Andersson - Jörgen Andersson - Kennert "Sutarn" Andersson - Anders Berglund - Sune Bergman - Fredrik Bergquist - Per-Olof "Peo" Carlsson - Anders Dahlin - Kenneth Ekman | - Pierre Engvall - Peter "Kessler" Eriksson - Linus Fagemo - Oscar Fantenberg - Ryan Glenn - Jean-Luc Grand-Pierre - Morgan Grans - Morten Green - Leo Gudas - Jan Hammar - Tomas Hellgren - Peter Hirsch - Patrik Hofbauer - Daniel Håkansson | - Linus Johansson - Kent Johansson - Roger Johansson - Pierre Johnsson - Roger Jönsson - Torgny "Diö" Karlsson - Hannu Lassila - Johan Lindbom - Örjan Lindström - Per Lundberg - Kurt Magnusson - Hans Nilsson - Stefan "Åttan" Nilsson - Tord Nänzén | - Peter Ottosson - Patrik Ross - Ron Pasco - Chris Rogles - Arto Ruotanen - Niklas Sjökvist - Palle Ståhl - Toivo Suursoo - Rickard Wallin - Mattias Weinhandl - Andrej Hebar - Mika Välilä |